# Helymaeus amabilis
Helymaeus amabilis är en skalbaggsart som först beskrevs av Louis Albert Péringuey 1892.  Helymaeus amabilis ingår i släktet Helymaeus och familjen långhorningar. Inga underarter finns listade i Catalogue of Life.